# Вишнево (Болгария)
Вишнево (болг. Вишнево) — село в Болгарии. Находится в Смолянской области, входит в общину Баните. Население составляет 311 человек.

## Политическая ситуация
В местном кметстве Вишнево, в состав которого входит Вишнево, должность кмета (старосты) исполняет Албена Янкова Димитрова (независимый) по результатам выборов.
Кмет (мэр) общины Баните — Райчо Стоянов Данаилов (инициативный комитет) по результатам выборов.